# Cham (cantor)
Damian Beckett (Kingston, 24 de Fevereiro de 1979), mais conhecido pelo nome artístico Cham, é um cantautor, produtor musical e deejay jamaicano.

## Discografia

### Álbuns de estúdio
| Ano  | Detalhes do álbum                                                                                        | Melhores posições nas tabelas | Melhores posições nas tabelas | Vendas           |
| Ano  | Detalhes do álbum                                                                                        | EUA                           | AUS                           | Vendas           |
| ---- | --- | ----------------------------- | ----------------------------- | ---------------- |
| 2000 | Wow... The Story - Lançamento: 24 de outubro de 2000 - Gravadora: Artists Only Records, Madhouse Records | —                             | 28                            |                  |
| 2006 | Ghetto Story - Lançamento: 15 de agosto de 2006 - Gravadora: Atlantic Records, Madhouse Records          | 53                            | 53                            | - Mundo: 200,000 |

### Singles
| Ano  | Canção                                                     | Melhores posições nas tabelas | Melhores posições nas tabelas | Melhores posições nas tabelas | Melhores posições nas tabelas | Melhores posições nas tabelas | Álbum            |
| Ano  | Canção                                                     | EUA                           | EUA R&B                       | EUA Rap                       | GBR                           | AUS                           | Álbum            |
| ---- | ---------------------------------------------------------- | ----------------------------- | ----------------------------- | ----------------------------- | ----------------------------- | ----------------------------- | ---------------- |
| 2000 | "The Mass"                                                 | —                             | —                             | —                             | —                             | 21                            | Wow... The Story |
| 2000 | "Funny Man"                                                | —                             | —                             | —                             | —                             | 42                            | Wow... The Story |
| 2000 | "Ghetto Pledge"                                            | —                             | —                             | —                             | —                             | —                             | Wow... The Story |
| 2000 | "Boom/Can I Get A"                                         | —                             | —                             | —                             | —                             | —                             | Wow... The Story |
| 2006 | "Ghetto Story"                                             | 99                            | 22                            | 15                            | 62                            | 22                            | Ghetto Story     |
| 2006 | "Ghetto Story Chapter 2" (com participação de Alicia Keys) | 77                            | 15                            | 13                            | —                             | —                             | Ghetto Story     |
| 2006 | "Rude Boy Pledge"                                          | —                             | —                             | —                             | —                             | —                             | Ghetto Story     |
| 2006 | "Tic Toc"                                                  | —                             | —                             | —                             | —                             | —                             | Ghetto Story     |